# Tinsel (film 1918)
Tinsel è un film muto del 1918 diretto da Oscar Apfel. Prodotto e distribuito dalla World Film, aveva come interpreti Kitty Gordon, Muriel Ostriche, Frank Mayo, Bradley Barker, Ralph Graves.

## Trama
Rimasta vedova del secondo marito, la principessa Sylvia Carzoni scrive al suo primo marito, Richard Carmichael, chiedendo la custodia della loro figlia Ruth. La ragazza è così elettrizzata dalla prospettiva di entrare in società che suo padre la lascia andare, anche se con riluttanza. Nel nuovo ambiente, Ruth, ingenua e innocente, si sente felice di tutte le attenzioni che riceve dagli amici della madre. È proprio la sua innocenza a salvarla dalle avances di cui è fatta oggetto ma non riesce a respingere il focoso Jefferson Kane che la invita a casa sua. Sylvia, sospettando qualcosa, segue la figlia fino alla tenuta di Jefferson dove trova Ruth alle prese con l'uomo che, ormai, ha perso la patina del gentiluomo e la sta aggredendo. Sylvia porta la ragazza a casa, dove la consola delle brutture della vita e della superficialità della vita di società. Mentre stanno parlando, arriva Richard in compagnia di Bobby Woodward, un ex innamorato di Ruth. I due vorrebbero che la ragazza ritornasse a casa del padre. La loro venuta riavvicina Sylvia all'ex marito, di cui riconquista l'amore, mentre Ruth ritorna dal suo vecchio amore.

## Produzione
Il film fu prodotto dalla World Film.

## Distribuzione
Il copyright del film, richiesto dalla World Film Corp., fu registrato il 3 luglio 1918 con il numero LU12638.
Distribuito dalla World Film, il film uscì nelle sale cinematografiche statunitensi l'8 luglio 1918.
Copia completa della pellicola si trova conservata negli archivi del George Eastman House di Rochester e della Library of Congress di Washington.